# 小里城
小里城（おりじょう）は、岐阜県瑞浪市にあった日本の城（山城）。

## 沿革
小里光忠が天文3年（1534年）に小里川南岸の城山に築いた。
それ以前は付近の小里氏の菩提寺である興徳寺の西に小里新城があり、土岐氏や小里氏の居城だったとされる。小里氏は土岐元頼ないしその子の頼連から始まったとされ、元頼の戦死後は諸国を放浪したが、越前国の朝倉氏の後援を得て土岐、恵那両郡の旧領・約3,600石余を取戻した。ただし、築城者の光忠が土岐氏の系譜を引くかは不明とされる。
元亀元年（1570年）の武田氏重臣の秋山虎繁が東美濃に侵入した際の上村合戦で光忠と小里光次(内記)は討死した。
その時、光忠の子・小里光明は、小里城に在城しており、織田信長は岩村城を攻める拠点として鶴ヶ城に河尻秀隆、小里城に池田恒興を御番手として入れ、改修を行なった。
天正3年（1575年）秋、織田信長が岩村城の戦いに出陣の折、小里城へ立寄り「良き城ぞ。信州ならびに岩村城の抑えとしても、また宿泊の城として取り立て、小里光久(彦太郎)に与えるであろう」と言い、小里助右衛門にいろいろと申し渡した。
天正4年（1576年）1月下旬、織田信忠が小里城に来て10日余り宿泊し、美濃衆に命じて2月2日より城の普請を始め、山上の小山を引き崩して踊り場とし、城の周りの石垣・土手・三重の矢倉までも新築して小里光久(彦太郎)に城を渡した。これは元亀元年の上村合戦において小里光忠と光次が討死したことによる償いであった。
天正11年（1583年）、小里光明は織田信孝に仕えたが、賤ヶ岳の戦いにより豊臣秀吉に敗れて信孝が自害した後は、森長可に攻められて小里城を離れて三河の小原村に移り、和田姓を名乗って徳川家康に仕えた。
慶長5年（1600年）光明の子・小里光親は関ヶ原の戦いの前哨戦の東濃の戦いでの戦功により、土岐、恵那郡の旧領を再び与えられ、3,620石の旗本となった。

## 遺構
現在は県指定の史跡で、城跡は、山頂部の「本丸曲輪跡」と北西山麓の「御殿場跡」と呼ばれる居館跡、及びその東側の尾根上の「東砦跡」からなる。本丸曲輪跡の指定面積は三、九九〇平方メートル、御殿場跡及び東砦の一部の指定面積は二三、〇一三平方メートルである。
本丸曲輪跡には、不等辺六角形で半地下構造の「天守台」があって三段に石垣が組まれ、築城用の割石が散在している。他に「升形」と呼称される石組み遺構・石垣を使用した「曲輪」跡が存在する。
御殿場跡は、少なくとも十六世紀後葉には造成され、十七世紀初頭には、大型の礎石建物（旗本小里氏の陣屋にあたる）が建てられ、十七世紀前葉に廃絶したことが判明している。大手門跡、御殿跡、井戸跡、石垣などがある。

## 小里陣屋
慶長5年（1600年）小里光親は、江戸幕府の旗本となると、小里城を取り壊して、登城口に近い御殿場に小里陣屋を構えた。
また、一の木戸、石垣、井戸などの残る一帯が小里氏の陣屋だったとされる。
元和9年(1623年）光親の子・光重は嗣子がないままに亡くなったため、小里氏は断絶し陣屋も取り壊された。

## 評価
小里城の遺構は、史料にみえる小里氏や小里城の経緯とおおよそ照応でき、また、近世初頭の城館（陣屋）遺構が良好に残存していることなど、小里氏の実像解明や江戸時代初頭の旗本陣屋を考究する上でも、重要な遺跡であると高く評価できる。

## 現地情報
アクセス
- JR中央本線瑞浪駅から東鉄バス明智線「明智駅」行きで「山の田」バス停で下車。小里城址のある山の麓までは約2km。